# Bill Moseley
William Moseley, detto Bill (Barrington, 11 novembre 1951), è un attore statunitense.

## Biografia
Ha fatto la sua prima comparsa nel 1986, nel film Non aprite quella porta - Parte 2 di Tobe Hooper, nel ruolo di Chop Top Sawyer, il fratello di Leatherface. In seguito ha ottenuto dei piccoli ruoli in film come Mamba (1988) di Mario Orfini, La notte dei morti viventi (1990) di Tom Savini, dove interpreta il fantomatico Johnny e L'armata delle tenebre (1992) di Sam Raimi. Diventa noto al grande pubblico grazie al regista Rob Zombie che lo fa recitare ne La casa dei 1000 corpi e La casa del diavolo.
Nel 2007 fa parte del cast di Halloween - The Beginning sempre di Rob Zombie; fra il 2006 e il 2009 recita in diversi film horror fra cui A Dead Calling di Michael Feifer e Alone in the Dark II di Michael Roesch e Peter Scheerer. Ha partecipato anche alla realizzazione di un fake trailer di Grindhouse, film ideato da Quentin Tarantino e Robert Rodriguez, intitolato Werewolf Women of SS 2007, diretto nuovamente da Rob Zombie. Nel 2012 realizza un extended play con l'ex cantante dei Pantera Phil Anselmo, intitolato Songs of Darkness and Despair e pubblicato tramite la Housecore Records.
Ha due figlie, Marion e Jane.

## Filmografia

### Cinema
- Non aprite quella porta - Parte 2 (The Texas Chainsaw Massacre 2), regia di Tobe Hooper (1986)
- Mamba, regia di Mario Orfini (1988)
- Pink Cadillac, regia di Buddy Van Horn (1989)
- Silent Night, Deadly Night 3: Better Watch Out!, regia di Monte Hellman (1989)
- La notte dei morti viventi (Night of the Living Dead), regia di Tom Savini (1990)
- Zanna Bianca - Un piccolo grande lupo (White Fang), regia di Randal Kleiser (1991)
- Tesoro, mi si è allargato il ragazzino (Honey I Blew Up the Kid), regia di Randal Kleiser (1992)
- L'armata delle tenebre (Army of Darkness), regia di Sam Raimi (1992)
- The Convent , regia di Mike Mendez (2000)
- La casa dei 1000 corpi (House of 1000 Corpses), regia di Rob Zombie (2003)
- La casa del diavolo (The Devil's Rejects), regia di Rob Zombie (2005)
- A Dead Calling, regia di Michael Feifer (2006)
- Repo! The Genetic Opera, regia di Darren Lynn Bousman (2007)
- Werewolf Women of the SS, episodio di Grindhouse, regia di Rob Zombie (2006)
- Halloween - The Beginning (Halloween), regia di Rob Zombie (2007)
- The Alphabet Killer, regia di Rob Schmidt (2008)
- Alone in the Dark II, regia di Michael Roesch e Peter Scheerer (2009)
- Devil's Tomb - A caccia del diavolo (The Devil's Tomb), regia di Jason Connery (2009)
- Rogue River, regia di Jourdan McClure (2012)
- Non aprite quella porta 3D (The Texas Chainsaw Massacre 3D), regia di John Luessenhop (2013)
- Charlie's Farm, regia di Chris Sun (2014)
- Alcolista (Alcoholist), regia di Lucas Pavetto (2016)
- 3 from Hell, regia di Rob Zombie (2019)
- Prisoners of the Ghostland, regia di Sion Sono (2021)
- Blades in the Darkness 2, regia di Alex Visani (2023)

### Televisione
- Freddy's Nightmares (Freddy's Nightmares: A Nightmare on Elm Street: The Series) – serie TV, episodio 1x14 (1989)
- Vietnam addio (Tour of Duty) – serie TV, episodio 2x09 (1989)
- Le inchieste di Padre Dowling (Father Dowling Mysteries) – serie TV, episodio 3x16 (1991)
- Unsolved Mysteries – serie TV, episodio 9x09 (1996)
- The Huntress – serie TV, episodio 1x08 (2000)
- Punto d'origine (Point of Origin), regia di Newton Thomas Sigel – film TV (2002)
- Carnivàle – serie TV, 8 episodi (2003-2005)
- The Practice - Professione avvocati (The Practice) – serie TV, episodio 8x09 (2003)
- E.R. - Medici in prima linea (ER) – serie TV, episodio 10x16 (2004)
- Il tempo della nostra vita (Days of Our Lives) – serial TV, 3 puntate (2007)
- Holliston – serie TV, 5 episodi (2012-2013)
- Z Nation – serie TV, episodio 1x04 (2014)
- Slasher – serie TV, episodi 3x02-3x03 (2019)

## Doppiatori italiani
Nelle versioni in italiano delle opere in cui ha recitato, Bill Moseley è stato doppiato da:
- Sergio Di Stefano in Non aprite quella porta - Parte 2, The Alphabet Killer
- Marco Mete ne La notte dei morti viventi
- Vittorio Guerrieri ne La casa dei 1000 corpi
- Guido Sagliocca in Carnivàle
- Francesco Pannofino ne La casa del diavolo
- Roberto Draghetti in Alcolista